# سيلفيا سانشيز
سيلفيا سانشيز هي ممثلة فلبينية، ولدت في 19 مايو 1964 في Nasipit ‏ في الفلبين.

## وصلات خارجية
- سيلفيا سانشيز على موقع IMDb (الإنجليزية)
- سيلفيا سانشيز على موقع قاعدة بيانات الفيلم (الإنجليزية)